# Campionati europei di atletica leggera 1938 - 200 metri piani maschili
I 200 metri piani maschili ai campionati europei di atletica leggera 1938 si sono svolti il 4 settembre 1938.

## Podio
| Oro     | Tinus Osendarp Paesi Bassi    |
| Argento | Jakob Scheuring Germania      |
| Bronzo  | Alan Pennington Gran Bretagna |

## Risultati

### 1º turno
Passano alle semifinali i primi tre atleti di ogni batteria (Q).

#### Batteria 1
| Posizione | Nome           | Nazionalità | Tempo | Note |
| --------- | -------------- | ----------- | ----- | ---- |
| 1         | André Dessus   | Francia     | 24"0  | Q    |
| 2         | Paul Hänni     | Svizzera    | 26"6  | Q    |
| 3         | Tinus Osendarp | Paesi Bassi | 27"0  | Q    |

#### Batteria 2
| Posizione | Nome             | Nazionalità   | Tempo | Note |
| --------- | ---------------- | ------------- | ----- | ---- |
| 1         | Alan Pennington  | Gran Bretagna | 21"8  | Q    |
| 2         | Gyula Gyenes     | Ungheria      | 22"0  | Q    |
| 3         | Bernard Marchand | Svizzera      | 22"3  | Q    |
| 4         | Oscar Stolz      | Francia       | 22"4  |      |

#### Batteria 3
| Posizione | Nome            | Nazionalità   | Tempo | Note |
| --------- | --------------- | ------------- | ----- | ---- |
| 1         | Julien Saelens  | Belgio        | 21"8  | Q    |
| 2         | Kenneth Jenkins | Gran Bretagna | 22"2  | Q    |
| 3         | József Sir      | Ungheria      | 22"5  | Q    |
| 4         | Abdyl Këllezi   | Albania       | 24"7  |      |
| 5         | Xaver Frick     | Liechtenstein | 25"6  |      |

#### Batteria 4
| Posizione | Nome              | Nazionalità | Tempo | Note |
| --------- | ----------------- | ----------- | ----- | ---- |
| 1         | Jakob Scheuring   | Germania    | 22"3  | Q    |
| 2         | Dieudonné Devrint | Belgio      | 22"5  | Q    |
| 3         | Bernard Zasłona   | Polonia     | 22"5  | Q    |
|           | Ruudi Toomsalu    | Estonia     | dnf   |      |

### Semifinali
Passano alla finale i primi tre atleti di ogni batteria (Q).

#### Semifinale 1
| Posizione | Nome              | Nazionalità   | Tempo | Note |
| --------- | ----------------- | ------------- | ----- | ---- |
| 1         | Tinus Osendarp    | Paesi Bassi   | 21"5  | Q    |
| 2         | Kenneth Jenkins   | Gran Bretagna | 21"9  | Q    |
| 3         | Gyula Gyenes      | Ungheria      | 22"0  | Q    |
| 4         | Bernard Zasłona   | Polonia       | 22"2  |      |
| 5         | Bernard Marchand  | Svizzera      | 22"6  |      |
| 6         | Dieudonné Devrint | Belgio        | 22"7  |      |

#### Semifinale 2
| Posizione | Nome            | Nazionalità   | Tempo | Note |
| --------- | --------------- | ------------- | ----- | ---- |
| 1         | Jakob Scheuring | Germania      | 21"5  | Q    |
| 2         | Alan Pennington | Gran Bretagna | 21"6  | Q    |
| 3         | Julien Saelens  | Belgio        | 21"7  | Q    |
| 4         | Paul Hänni      | Svizzera      | 21"8  |      |
| 5         | André Dessus    | Francia       | 22"1  |      |
|           | József Sir      | Ungheria      | dns   |      |

### Finale
| Pos.    | Nome            | Nazionalità   | Tempo | Note                  |
| ------- | --------------- | ------------- | ----- | --------------------- |
| Oro     | Tinus Osendarp  | Paesi Bassi   | 21"2  | Record dei campionati |
| Argento | Jakob Scheuring | Ungheria      | 21"6  |                       |
| Bronzo  | Alan Pennington | Gran Bretagna | 21"6  |                       |
| 4       | Julien Saelens  | Belgio        | 21"7  |                       |
| 5       | Gyula Gyenes    | Ungheria      | 22"1  |                       |
| 6       | Kenneth Jenkins | Gran Bretagna | 22"1  |                       |